# De Spiegel (muziektheater)
De Spiegel is een Antwerps poppen- en muziektheater voor kleine kinderen. Het gezelschap werd opgericht in 1965 door glasontwerper en poppenmaker Felix Van Ransbeeck en heeft zijn thuisbasis in De Studio in Antwerpen.

## Historiek
De Spiegel werd opgericht in 1965 door glasontwerper en poppenmaker Felix Van Ransbeeck. Vanaf 1965 bedenkt en regisseert hij zelf poppenkastvoorstellingen voor kinderen en volwassenen uit de buurt en gebruikt zijn garage als een theaterzaal. Zijn voorstellingen kregen meer belangstelling en hij wordt ook in het buitenland gevraagd. In 1985 wordt de ad-hocorganisatie omgevormd tot een vzw en wordt de leiding overgenomen door Karel Van Ransbeeck.
De voorstelling Huizewuizewoutertje in 1986 is de eerste echt professionele voorstelling en speelt meteen 120 keer. Tussen 1986 en 1994 zet de professionalisering zich verder, maar het blijft nog vaak een eenmansbedrijf met Karel Van Ransbeeck in alle rollen. In 1994 wint De Spiegel het Landjuweel voor poppenspel met Sneeuwwitje en Klein Duimpje. Vanaf 2001 krijgt De Spiegel volwaardige subsidies als professioneel gezelschap.
De spelersgroep breidt zich uit en legt hoe langer hoe meer de focus op muziektheater met figuren en objecten. Vanaf 2001 richt het gezelschap zich ook op zeer jonge kinderen (vanaf 3 maanden) en worden jonge kinderen de belangrijkste doelgroep. Hierdoor krijgen ze ook internationale aandacht. In hetzelfde jaar wordt ook, samen met Musica en Dommelhof het tweejaarlijkse kinderfestival Babelut opgericht, speciaal bedoeld voor kinderen tot 4 jaar.
Vanaf 2014 heeft het gezelschap een nieuwe locatie; De Studio in Antwerpen.

## Producties
- Sneeuwwitje (1995-2002)
- Klein Duimpje (1995-1998)
- Huizewuizewoutertje (1986-1991)